# Hamster românesc
Hamsterul dobrogean (Mesocricetus newtoni) cunoscut și sub numele de hamsterul românesc este o specie de rozătoare din familia Cricetidae. Este găsit în România și Bulgaria.

## Răspândire și habitat
Arealul de răspândire al hamsterului românesc nu este cunoscut cu exactitate dar se presupune că nu depășește 50.000 km pătrați în Dobrogea și nord-estul Bulgariei. Hamsterul românesc trăiește în zona de câmpie pe terenuri uscate și pietroase cu vegetație puțină dar și în culturi de legume, livezi sau vii. S-a estimat că ar exista în jur de 3.000 de exemplare de hamsteri românești în libertate ceea ce îl clasifică drept aproape amenințat.

## Descriere
Are o lungime a capului și a trunchiului de 100–150 (340) mm; coada 10–15 mm bontă la capăt, puțin păroasă. Capul mic și îndesat. Pe spate cenușiu-galben-cafeniu; pe piept negru ca un guler. Abdomenul galben-cenușiu. Pe laturile gâtului și pieptului 3 pete albe-gălbui. 
Formula sa dentară este 1.0.0.31.0.0.3.

## Răspândire și habitat
Răspândirea sa în Europa este limitată la Dobrogea și o mică parte din estul Bulgariei. În Dobrogea, răspândită mai mult insular, intensitatea cea mai mare fiind în județul Tulcea. Animal exclusiv de stepă cultivată sau cu vegetație spontană bogată, ocupând biotopuri atât cu coline, cât și în plin șes, construindu-și galeriile, de obicei, în terenuri înțelenite, nesupuse lucrărilor agrotehnice. Activitatea cea mai intensă în primele ore ale serii și dimineața înainte de răsăritul soarelui. Trăiește izolat, în galerii construite la 60–80 (rar 150) cm adâncime, cu o galerie mai simplă și separată pentru pui, căptușită cu ierburi moi.

## Reproducere
Prima reproducere prin aprilie-mai, apoi alte 2-3 generații de pui (2-10), orbi (ochii se deschid după 15 zile), nuzi, cu dinți. Puii din generația a treia iernează cu părinții. Trăiește 2-3 ani. Este exclusiv erbivor, nedăunător.

## Comportament
Hamsterul românesc este o specie nocturnă și crepusculară de rozătoare. Trăiește în mod solitar într-o rețea complexă de vizuini. Mănâncă semințe, legume furate de către ei, ierburi, dar și insecte. Își transportă mâncarea cu ajutorul fălcii sale elastice care îl ajută să o depoziteze. Ating maturitatea sexuală în timp de 56-70 de zile și se înmulțesc între lunile aprilie și august. Hamsterul obișnuit are o perioadă de gestație de 15 zile, și naște odată între 1 și 15 pui pe care îi înțarcă după 3 săptămâni de la naștere. Ei comunică folosind chițăitele cu ultra-sunete. Își marchează teritoriul frecându-și glandele de anumite obiecte.